# Felestads distrikt
Felestads distrikt är ett distrikt i Svalövs kommun och Skåne län. 
Distriktet ligger söder om Svalöv. 

## Tidigare administrativ tillhörighet
Distriktet inrättades 2016 och utgörs av socknen Felestad i Svalövs kommun.
Området motsvarar den omfattning Felestads församling hade vid årsskiftet 1999/2000.